# جوي ميكي
جوي ميكي (بالإنجليزية: Joey Mickey)‏ هو لاعب كرة قدم أمريكية أمريكي، ولد في 29 نوفمبر 1970 في أوكلاهوما سيتي في الولايات المتحدة.

## وصلات خارجية
- جوي ميكي على موقع مرجع كرة القدم المحترفة.كوم (الإنجليزية)